# Mañana iré temprano
Mañana iré temprano es un tango cuya letra pertenece a Carlos Bahr en tanto que la música es de Enrique Francini, que se estrenó en 1943 y fue grabado el 10 de agosto de ese año por la orquesta de Miguel Caló con la voz de Raúl Iriarte. 

## Los autores
Carlos Andrés Bahr (Buenos Aires, 15 de octubre de 1902 – Ib., 23 de julio de 1984) fue un letrista y compositor argentino dedicado al género del tango. De cultura autodidacta, fue autor de alrededor de 600 obras, muchas de las cuales fueron grabadas por reconocidos músicos.
Enrique Mario Francini (San Fernando, 14 de febrero de 1916 - Buenos Aires, 27 de agosto de 1978) fue un director de orquesta, compositor y violinista argentino.